# カルパントラ
カルパントラ（Carpentras）は、フランス南部・ヴォクリューズ県の都市（コミューン）。カルパントラ郡の郡庁所在地であり、2つの小郡（北カルパントラ、南カルパントラ）の小郡庁所在地でもある。古称はカルペントラクテ・メミノルム(Carpentoracte Meminorum)。現在のカルパントラの住民のことはカルパントラシャン(Carpentrassiens)と呼ぶ。

## 歴史
カルパントラは古代にはギリシャ商人たちの商業拠点であった。今も古代ローマ時代の凱旋門やオランジュ門(市門)が残る。

## 産業
- 伝統的な製菓業がある。

また、このあたりは、AOCに指定されているヴァントゥーというローヌワインの生産地で、ワインなどの農産物の集散地になっている。

## 観光
- オランジュ門
- サン＝シフラン大聖堂(la Cathédrale Saint-Siffrein)
- サン＝シフランの大市(11月27日)

## 姉妹都市
- ヴェヴェイ（スイス）
- ゼーセン（英語版、ドイツ語版）（ドイツ）
- Ponchatoula（アメリカ、ルイジアナ州）

## カルパントラ生まれの有名人
- トーマス・マンガニ - サッカー選手
- エドゥアール・ダラディエ - 政治家
- ジョゼフ・デュプレシ - 画家
- ジャン・ラニョッティ - ラリードライバー
- エリック・カリトゥー - ロードレース選手
- ミシェル・モド - 俳優
- メロベ・エフレム - フィギュアスケート選手
- ヨアン・クール - サッカー選手

## その他
1990年5月、市内のユダヤ人墓地が荒らされる事件が起こり、フランス全土に大きな衝撃を与えた(w:fr:Affaire de la profanation du cimetière juif de Carpentras)。